# كريستيان ثيودور لودفيغ لوكاس
كريستيان ثيودور لودفيغ لوكاس (بالألمانية: Christian Theodor Ludwig Lucas)‏ هو مدرس ألماني، ولد في 1796 في بيوتركوف تريبونالسكي في بولندا، وتوفي في 1854 في Śrem ‏ في بولندا.